# تله اجتماعی
در روان‌شناسی، تله اجتماعی (به انگلیسی: Social trap)، یک تضاد منافع یا انگیزه انحرافی است که در آن افراد یا گروهی از افراد برای به دست آوردن منافع فردی کوتاه‌مدت اقدام می‌کنند، که در درازمدت سبب آسیب برای کل گروه می‌شود. تله‌های اجتماعی عامل مشکلات زیست‌محیطی بی‌شماری از جمله صید بی‌رویه، قطعی برق و قطعی برق در دوره‌های گرمای شدید، چرای بی‌رویه چهارپایان در صحرای ساحل، نابودی جنگل‌های بارانی توسط بهره‌برداری از درختان و کشاورزی، و مهم‌تر از همه، تغییرات آب و هوا هستند.

## منشأ اصطلاح
اصطلاح تله اجتماعی نخستین بار در سال ۱۹۷۳م، توسط مجله آمریکن سایکولوژیست در مقاله ای به قلم «جان پلات»؛ و نیز در کتابی که به دنبال یک همایش میان رشته‌ای در دانشگاه میشیگان،  انتشار یافت، به جامعه علمی معرفی شد.

 در این همایش، پلات و دیگر شرکت کنندگان با تکیه بر مفهوم تراژدی توده‌ها که در مجله ساینس در مقاله محوری گارت هاردین در سال ۱۹۶۸م، از آن یاد شده بود،اصطلاح تله اجتماعی را برای توضیح رفتار کسانی که در شکل‌گیری تراژدی نقش داشتند به کار بردند. پلات با استناد به یافته‌های روان‌شناسی پایه، طبق الگوی تقویت رفتار بی‌اف اسکینر، مدعی شد که افرادی منافع درازمدت خود و جمع را فدای منافع کوتاه مدت خویش کرده و در واقع به تله ای می‌افتند که منجر به بهره‌برداری بیش از حد از منابع محدود و ضرر و زیان کل اجتماع خواهد شد.

اصطلاح تله اجتماعی در عمل مفهوم گسترده‌ای است و علاوه بر بهره‌برداری بیش از حد از منابع عمومی، در اثر ارتباط متقابل و علت و معلولی منافع دراز مدت و کوتاه مدت، شامل موارد دیگری مرتبط با رفتار انسان نیز می‌شود.

## انواع تله
علاوه بر تعریف پدیده تله اجتماعی، «جان پلات»، بین تله‌های اجتماعی و حصارهای اجتماعی نیز تمایز قائل می‌شود. به عقیده وی تله‌های اجتماعی نشان‌دهنده رفتار یا عملی است که منافع فردی را به بهای منافع جمعی در اولویت قرار می‌دهد. برعکس حصار اجتماعی اشاره به خودداری فرد از انجام عملی دارد که با هزینه ای اندک، سود قابل توجه و ماندگاری برای جمع همراه خواهد داشت. اصطلاح قهرمان گمشده، بازتاب گویایی از حصار اجتماعی است. برای مثال فرض کنید در حین حمل و نقل کالا، جعبه ای در راه افتاده و باعث اختلال در ترافیک می‌شود. طوری که هر اتومبیلی مجبور است از سرعت خود بکاهد و جعبه را دور بزند. در چنین وضعیتی هر اتوموبیلی نسبتاً به راحتی قادر است ایستاده و جعبه را در کنار جاده قرار دهد و با صرف اندکی از انرژی و وقت خود، باعث حل مشکل ترافیک جمعی و صرفه جویی در وقت و انرژی همگان شود. اما کجاست آن قهرمانی که از حصار اجتماعی عبور کند.

به گفته پلات، تله‌های اجتماعی را می‌توان به تله‌های فردی و تله‌های گروهی طبقه‌بندی کرد. تله‌های فردی تنها به تصمیم و رفتار یک شخص مربوط است و در درجه اول او را دچار عواقب منفی دراز مدت خواهد کرد. مانند مصرف دخانیات و مشروبات الکلی با انگیزه یک خوشی موقت، همراه با پرداخت بهای بیماریهایی که می‌توانند از آن ناشی شوند. در مقابل تله‌های گروهی اشاره به موقعیت‌هایی دارند که گروهی از مردم در تعقیب منافع کوتاه مدت خویش، باعث زیانی همگانی و ماندگار شوند. مانند بهره‌برداری بی‌رویه یک نسل از منابع طبیعی در ابعاد گسترده ملی به بهای آلودگی محیط زیست.

همچنین شاید بتوان بین تله‌های زمانی و اجتماعی تفاوت قائل شد. به تعبیری تله‌های زمانی بر تقابل منافع کوتاه مدت و دراز مدت تأکید دارند. در حالی که تله‌های اجتماعی تقابل منافع شخصی و جمعی را برجسته می‌کنند.